# Molly Bloom
Molly Bloom (Loveland, 21 de abril de 1978) é uma empresária de pôquer e escritora estadunidense. Em seu livro Molly's Game: The True Story of the 26-Year-Old Woman Behind the Most Exclusive, High-Stakes Underground Poker Game in the World, relata sua acusação em abril de 2013 pela realização golpista de um jogo de alto risco na discoteca The Viper Room em Los Angeles, que atraiu inúmeras personalidades conhecidas. Perseguida pelo FBI, foi sentenciada em 2014 com um ano de liberdade condicional, multa de US$ 200 000 e 200 horas de serviço comunitário.
Filha de Larry e Char Bloom, o filme Molly's Game (2017) adapta as memórias de seu livro com Jessica Chastain em seu papel.